# NGC 6290
NGC 6290 (również PGC 59428 lub UGC 10665) – galaktyka spiralna z poprzeczką (SBa), znajdująca się w gwiazdozbiorze Smoka. Odkrył ją Lewis A. Swift 13 sierpnia 1885 roku.